# Robert Shiels
Robert Shiels (également Shiells ou Shields) (mort en 1753) est un compilateur littéraire anglais.

## Biographie
Il est né dans le Roxburghshire vers la fin du XVIIe siècle et s'installe à Londres en tant que compagnon imprimeur. Samuel Johnson le soutient comme jacobite et lui donne une place dans l'équipe de six assistants qu'il utilise pour son dictionnaire.
Shiels meurt de consomption dans les May's Buildings, à Londres, le 27 décembre 1753.
Shiels est recommandé à Ralph Griffiths et employé sur les vies des poètes de Grande-Bretagne et d'Irlande à l'époque de Dean Swift (Londres, 5 vols. 1753), auquel le nom de Theophilus Cibber est attaché. La compilation est principalement basée sur les travaux de Gerard Langbaine et Giles Jacob (en), avec l'aide de Thomas Coxeter. Toute nouvelle recherche utilisée est due à Shiels, le rôle de Cibber étant la révision. Les derniers volumes sont attribués sur la page de titre à Cibber « et d'autres mains ».
Outre ses compilations, Shiels écrit un poème didactique sur "Mariage" en vers blancs (Londres, "at the Dunciad in Ludgate Street", 1748), et un autre morceau faisant l'éloge de "Irene" de Johnson, intitulé "The Power of Beauty". (imprimé dans la "Collection" de George Pearch, i. 186). Shiels vénérait son compatriote James Thomson, à la mort duquel il publie une élégie, « Musidorus » (Londres, 1748).